# Palazzo dell'Arte della Lana
Il palazzo dell'Arte della Lana è un edificio storico del Firenze, situato in un isolato tra via Calimala, via Orsanmichele e via dell'Arte della Lana 1 e via dei Lamberti. Dal 1903 è di proprietà della Società Dantesca Italiana.
Il palazzo, che comunica con Orsanmichele tramite un cavalcavia del 1569, appare nell'elenco redatto nel 1901 dalla Direzione Generale delle Antichità e Belle Arti, quale edificio monumentale da considerare patrimonio artistico nazionale.

## Storia
L'originario edificio destinato a residenza dell'Arte della Lana fu eretto nel 1308, come attestano due iscrizioni latine presenti sui fronti dell'attuale palazzo, inglobando una più antica torre della famiglia Compiobbesi, in parte bruciata nel 1284, dopo la cacciata della famiglia di fede ghibellina. Nei secoli successivi ulteriori ambienti vennero costruiti per ampliare la sede, in ragione della notevole attività pubblica dell'Arte.

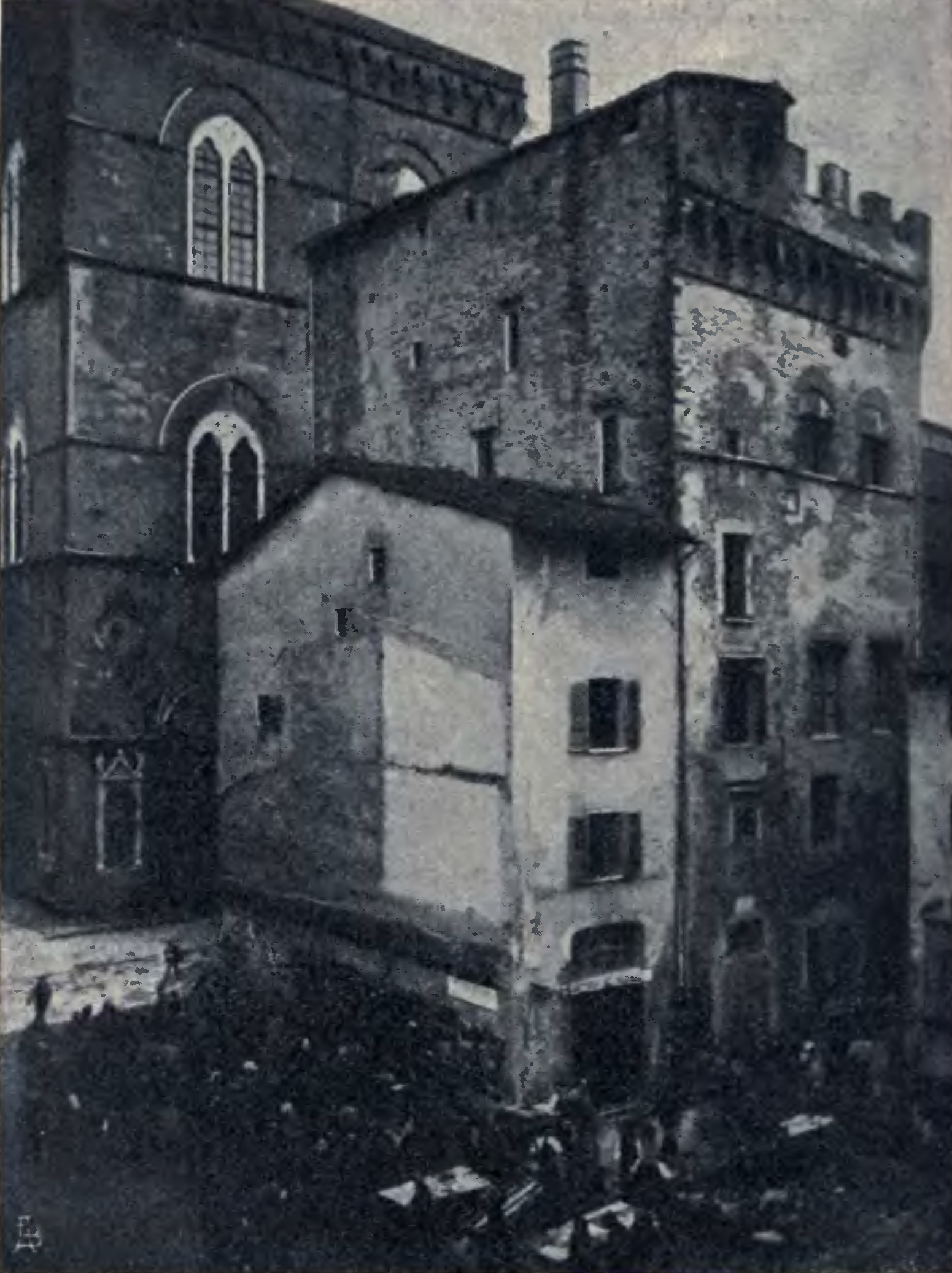
Il palazzo prima dei restauri novecenteschi: sono già state demolite le case a sinistra per aprire la via di Orsanmichele su Calimala

Nel 1569 Cosimo I de' Medici, per consentire un più agevole accesso ai piani superiori della chiesa di Orsanmichele, destinata ad ospitare il nuovo Archivio Generale dei Contratti privati e dei testamenti, decretò la costruzione di una scala con accesso da via Calimala che, seguendo il fianco della residenza con un ulteriore corpo addossato, determinava su via dell'Arte della Lana un collegamento aereo tra i due edifici, il tutto su progetto di Bernardo Buontalenti.
Soppressa nel 1770 l'Arte, il palazzo, già trasformato in casamento, fu dal 1772 canonica della stessa chiesa di Orsanmichele.
Acquistato nel 1890 dal Comune di Firenze, scampò alle demolizioni del Risanamento nonostante fosse profondamente compromesso, e fu ceduto nel 1903 alla Società Dantesca Italiana per le pubbliche letture ad illustrazione della Divina Commedia. Questa promosse un complesso intervento di restauro e ricostruzione della proprietà, oramai isolata a seguito dell'intervento di risanamento dell'area del Mercato Vecchio (1885-1895), in modo da trasformare l'antica torre dei Compiobbesi in un'architettura aderente all'idea che allora si aveva della Firenze trecentesca. Esaminati vari progetti (tra i quali si conserva presso l'Archivio Storico del Comune quello in numerose e belle tavole dell'architetto Cesare Spighi) i lavori vennero poi attuati nel 1905 dall'architetto Enrico Lusini, che ebbe comunque il merito (rispetto ad altre ipotesi) di lasciare la porta disegnata da Bernardo Buontalenti alla destra del fronte principale del palazzo, seppur demolendo la scala cinquecentesca e costruendone una nuova dall'altro lato dell'edificio, oltre a dare "lustro e dignità a un edificio che prima veniva solo chiamato il torrione".
Sull'angolo a smusso tra via Arte della Lana e via Orsanmichele venne ricostruito nel 1917 il tabernacolo di Santa Maria della Tromba, del Trecento, già ubicato (ma con forme in parte diverse) tra il Mercato Vecchio e via Calimala. All'angolo verso via Calimala venne poi costruita una loggia in stile, ispirandosi a "una di quelle eleganti loggette che, secondo l'uso antico, erano annesse alle dimore dei nobili fiorentini, sul gusto e nel carattere di quelle della seconda metà del secolo XIV". Risale a quel periodo la decorazione ad affresco con stemmi del vano scale e di altri ambienti ai piani superiori, così come la targa policroma con Dante che mostra la Divina Commedia posta sull'esterno dell'edificio e derivata dalla celebre tavola di Domenico di Michelino in Santa Maria del Fiore.
Il quarto lato, su via de' Lamberti, con adiacente portale del 1569, è dovuto a una sistemazione del 1921, creando una doppia loggia in quella che era un tempo una parete addossata a un altro edificio. Nell'insieme la fabbrica risultò oltremodo articolata e varia in relazione alle possibili vedute dalle strade adiacenti, e sicuramente 'pittoresca' come era stata voluta, non priva di elementi di pregio.
La copertura del collegamento rampante tra il palazzo e Orsanmichele, ben documentata dalle fotografie, è stata rimossa in occasione di più recenti restauri condotti dall'architetto Guido Morozzi (1964-1967), allora Soprintendente ai Monumenti. Gli spazi interni occupati dalla Società Dantesca Italiana sono stati fatti oggetto di interventi per le cure della Soprintendenza per i Beni Ambientali e Architettonici nel 1996-1998. Nel 2011 si è invece aperto un cantiere per interventi agli interni e restauro dei prospetti esterni, chiuso nel 2012.

## Descrizione

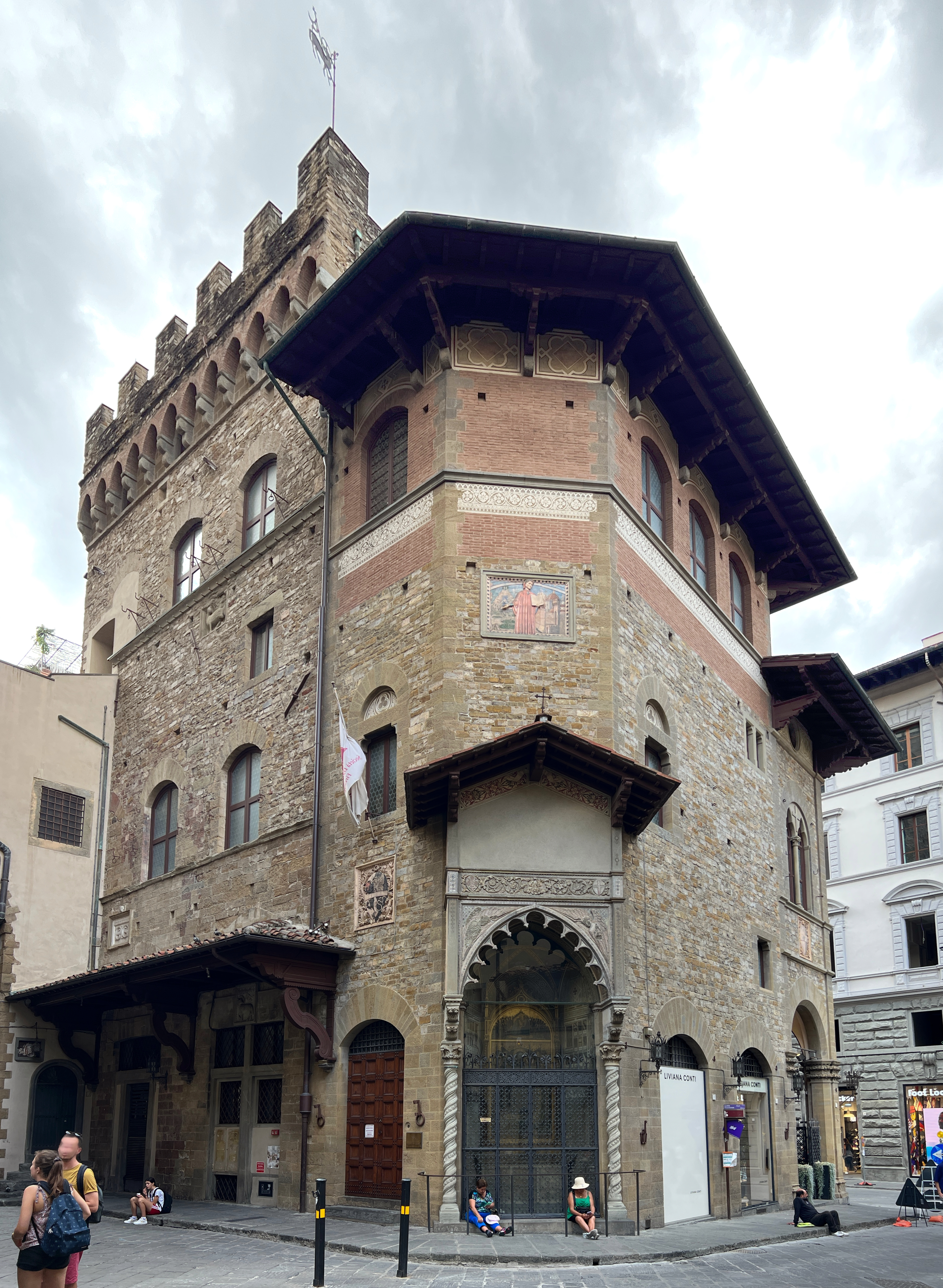
L'angolo tra via Orsanmichele e via dell'Arte della lana, col tabernacolo di Santa Maria della Tromba

### Esterno
L'edificio si compone di tre corpi principali, addossati a unificati negli interni: quello centrale, ovvero l'antica sede dell'Arte della Lana e già torre dei Compiobbesi, quello buontalentiano a sud e quello neogotico della loggetta e del tabernacolo a nord. Questi ultimi due si presentavano nell'Ottocento come normali case addossate ad altri edifici nella cortina ininterrotta lungo via Calimala, in cui si aprivano solo alcuni passaggi ad arco vorse stretti archi che portavano alla via che gira attorno ad Orsanmichele. Nella ristrutturazione di entrambi gli edifici vennero mantenuti alcuni elementi antichi esistenti.
La parte più antica, centrale, oggi presenta all'esterno il rivestimento a filaretto di pietra, con cornici marcapiano e finestre piuttosto ampie ai piani. Il coronamento è composto da merli guelfi appoggiati, su Calimala, su beccatelli poco sporgenti. Su questo lato il palazzo ha tre assi per tre piani principali più altrettanti mezzanini. Sopra il fornice al piano terra più a destra si trova uno stemma dell'Arte della Lana (con l'Agnus dei sormontato in capo dal lambello gigliato della Casa d'Angiò) con un'iscrizione:
| MCCCVIII: INDICTIŌE VII DIE XI:SEPTEMBRIS:DO MVS7CVRIA:ARTIS:LANE CIVITATIS:FLORENTIE |

Tradotto: "1308, indizione VII, 11 settembre. Casa e curia dell'Arte della Lana della città di Firenze". Un secondo Anus Dei, più consunto, si trova all'altezza del secondo piano.
Il lato posteriore, su via dell'Arte della Lana, ha una forma simile al lato anteriore, con gli stessi piani e il coronamento merlato su beccatelli, qui più sporgenti. Nel paramento si aprono finestre centinate su due assi (il terzo asse è coperto dal cavalcavia, che ha la forma di un arco rampante) e buche pontaie. Ricco è il corredo di ferri reggipertica, in parte originali. Vi si trovano inoltre tre placche altrettanti stemmi dell'Arte della Lana: uno in basso sotto la tettoia, uno contenente un doppio medaglione al livello del primo piano con iscrizione simile a quella sulla facciata, e uno a livello del terzo piano, nei pressi dei marcapiano.
| MMCCCVIII · IND VII · DIE XI · SEPTEMBRIS · DOMVS 7 CHVRIA · ARTIS · LANE · CIVITATIS · FLORENTIE |

Questo stemma mostra gli agnelli in posizione affrontata, e in alto è decorato da una testina sporgente soprta la cornice.

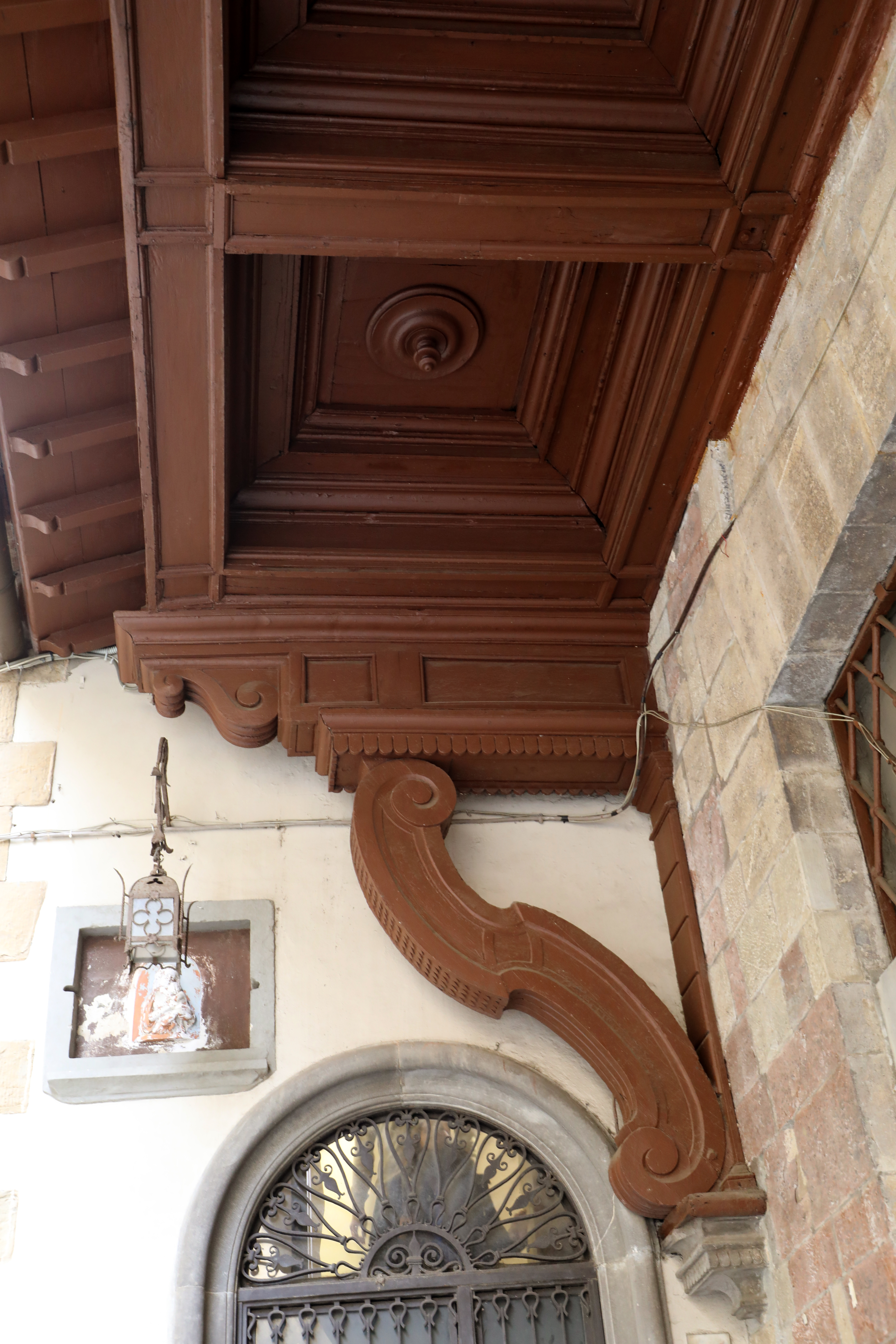
Mensola cinquecentesca sotto la tettoia di via dell'Arte della Lana

In basso si trova la tettoia cinquecentesca, sorretta da mensoloni in legno a forma di esse e con lacunari intagliati, sotto la quale si aprono tre porte, per il piano terra e per i sotterranei, che oggi danno su ambienti secondari e di servizio: su uno di questi portoni si legge ancora "U. Zanobetti", a testimoniare come qui dovette esserci un tempo un'attività commerciale.
Nell'angolo con via Orsanmichele si trova il corpo della loggetta, aperta con un fornice a tutto sesto su ciascun lato e decorata da due stemmi neogotici, sormontata un piano principale con due bifore decorate dalla croce del Popolo e dallo stemma di Firenze e un sottotetto con oculi tra monogrammi della Società Dantesca entro polilobi, con gronda sporgente posta a un livello inferiore rispetto agli altri corpi dell'edificio. È ornata da una lunga colonnina incassata nella cantonata, dallo stemma Savoia e da una versione di quello Alighieri (partito d'oro e di nero, alla fascia attraversante d'argento), oltre a un ricco apparato di ferri, in cui spiccano le elaborate lampade sulla strada, neogotiche. Il pilastri della loggetta hanno capitelli a doppia fila di fogliame, ispirati al repertorio decorativo del gotico.
Dietro la loggetta, lungo via Orsanmichele, si trova il corpo che contiene lo scalone novecentesco, con due fornici in basso oggi occupati da vetrine commerciali, tre finestre di forma e posizione irregolare, e all'ultimo piano un salone con tre finestre centinate ornate da un marcapiano e da un fregio ornamentale a monocromo. Nella cantonata fa bella mostra il ricostruito tabernacolo di Santa Maria della Tromba, entro un vano trapezoidale coperto da una tettoia copiata dalle più antiche raffigurazioni del tabernacolo nella sua collocazione originaria in Mercato Vecchio. Più in alto si trova il rilievo policromo di Dante con la Divina Commedia, voluto dalla Società Dantesca riproducendo un dipinto di Domenico di Michelino. Questo corpo continua lungo via dell'Arte della Lana con un ulteriore asse ornato da un altro stemma neogotico (partito, al grifone reggente un libro e con una fascia attraversante, forse della stessa Società Dantesca) e due finestre centinate.
Su via dei Lamberti, a sud, si addossa al fabbricato il corpo dello scalone buontalentiano, intonacato e con bugne di pietraforte a vista sugli angoli e sugli archi. Tanto la loggetta al piano terra (a tre fornici) e quanto quella al piano superiore (a cinque, intervallati da colonnine tuscaniche) sono frutto del restauro degli anni venti, suggellato dall'iscrizione "Società Dantesca Italiana. MCMXXI." che si vede su un cartiglio. Ai tempi del Buontalenti l'intero fabbricato era infatti interamente occupato dalla lunga scalinata e dai suoi pianerottoli, mentre il sottoscala conteneva un deposito a cui si accedeva dal portalino già ricordato su via dell'Arte della Lana; il tutto era addossato a una cortina di edifici, poiché questo tratto di via dei Lamberti non esisteva, ma la strada girava semplicemente attorno a Orsanmichele, senza sbocchi su Calimala. Originale è invece il portale su Calimala con l'iscrizione dedicatoria nell'architrave, finestrella con grata e timpano triangolare, in cui si trova lo stemma di Cosimo I de' Medici entro il collare dell'Ordine del Toson d'oro. Vi si legge:
| ARCHIVIVM HOC PERPETVITATI PVBLICORVM MONI MENTOR CONSERVANDÆ DICATVM SERENISS: COS: MED. EREXIT QVAPRIM. MAGNVS DVX HETRURIÆ SALV: TATVS REGIAQ. CARONA INSIGNITVS EST · M · D · LXIX · |

La traslitterazione in latino corrente è: "Archivium hoc perpetuitati publicorum moni mentorum conservanae dicatum Serenissumus Cosmus Medices erexit quaprimum Magnus Dux Etruriae salutatus regiaque corona insignitus est MDLIXI". Si può tradurre come: "Il Serenissimo Cosimo de' Medici fece edificare quest'archivio destinato a conservare per sempre i documenti pubblici allorché fu salutato come primo Granduca di Toscana e insignito di corona regia. 1569".
Su via dell'Arte della Lana, sotto la tettoia, si trova un altro con un portoncino al culmine di cinque gradini smussati e concentrici sul lato libero. Si nota anche un piccolo tabernacolo con lampada votiva, e in faccia a Orsanmichele, uno stemma della Compagnia dei Laudesi con la sigla OSM.

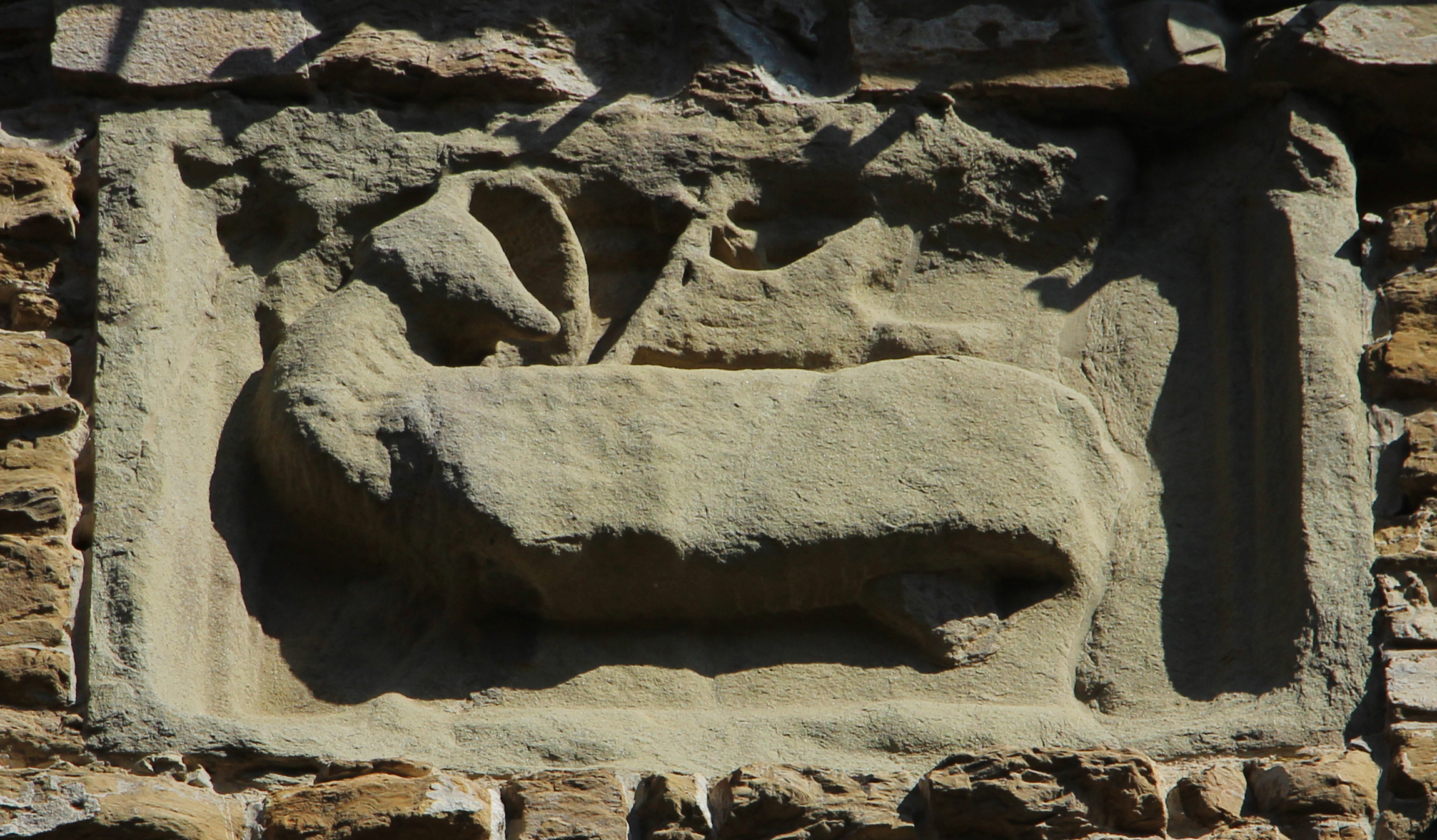
Agnus Dei su via Calimala
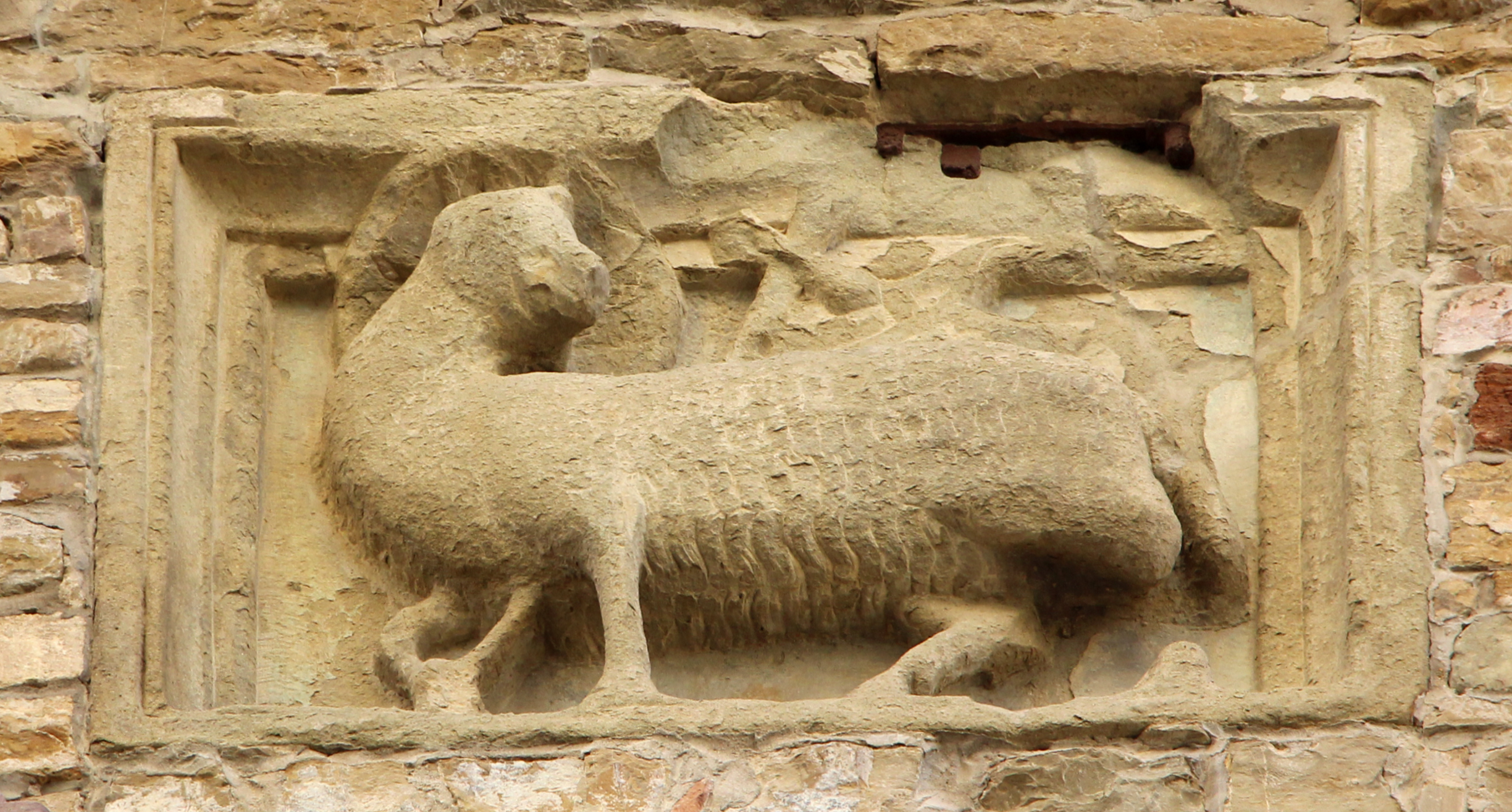
Agnus Dei su via dell'Arte della Lana
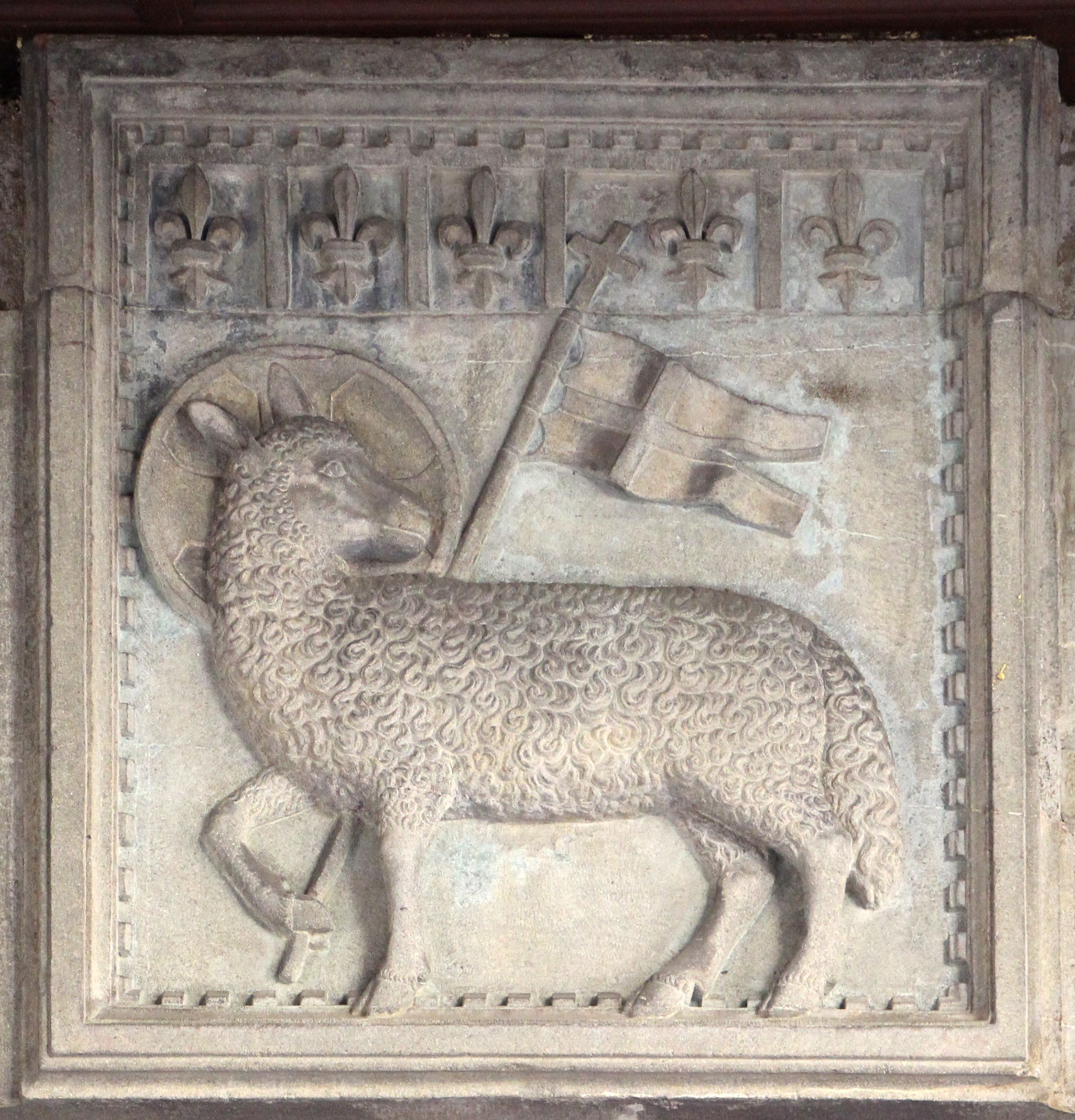
Agnus Dei sotto la tettoia
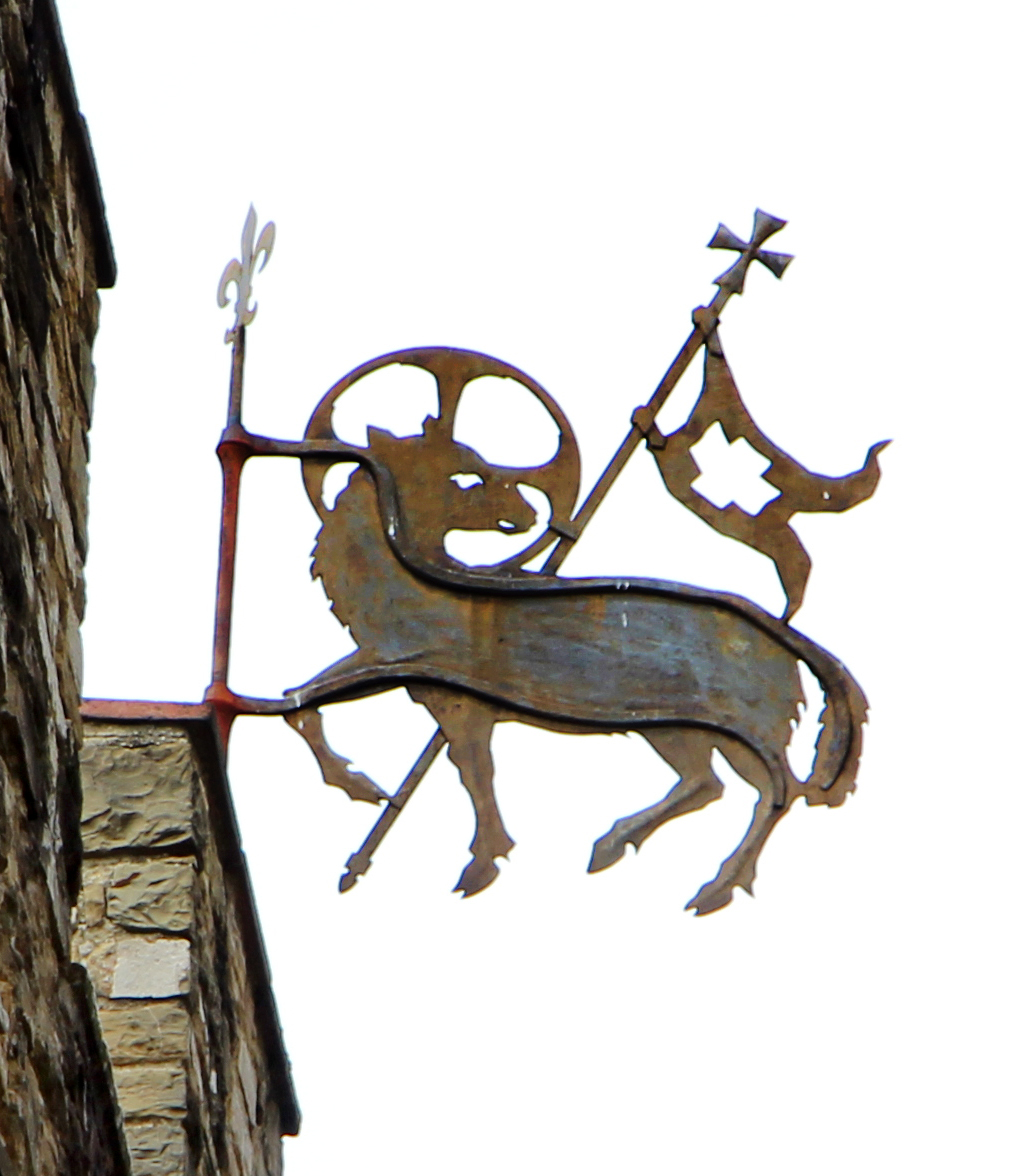
La banderuola
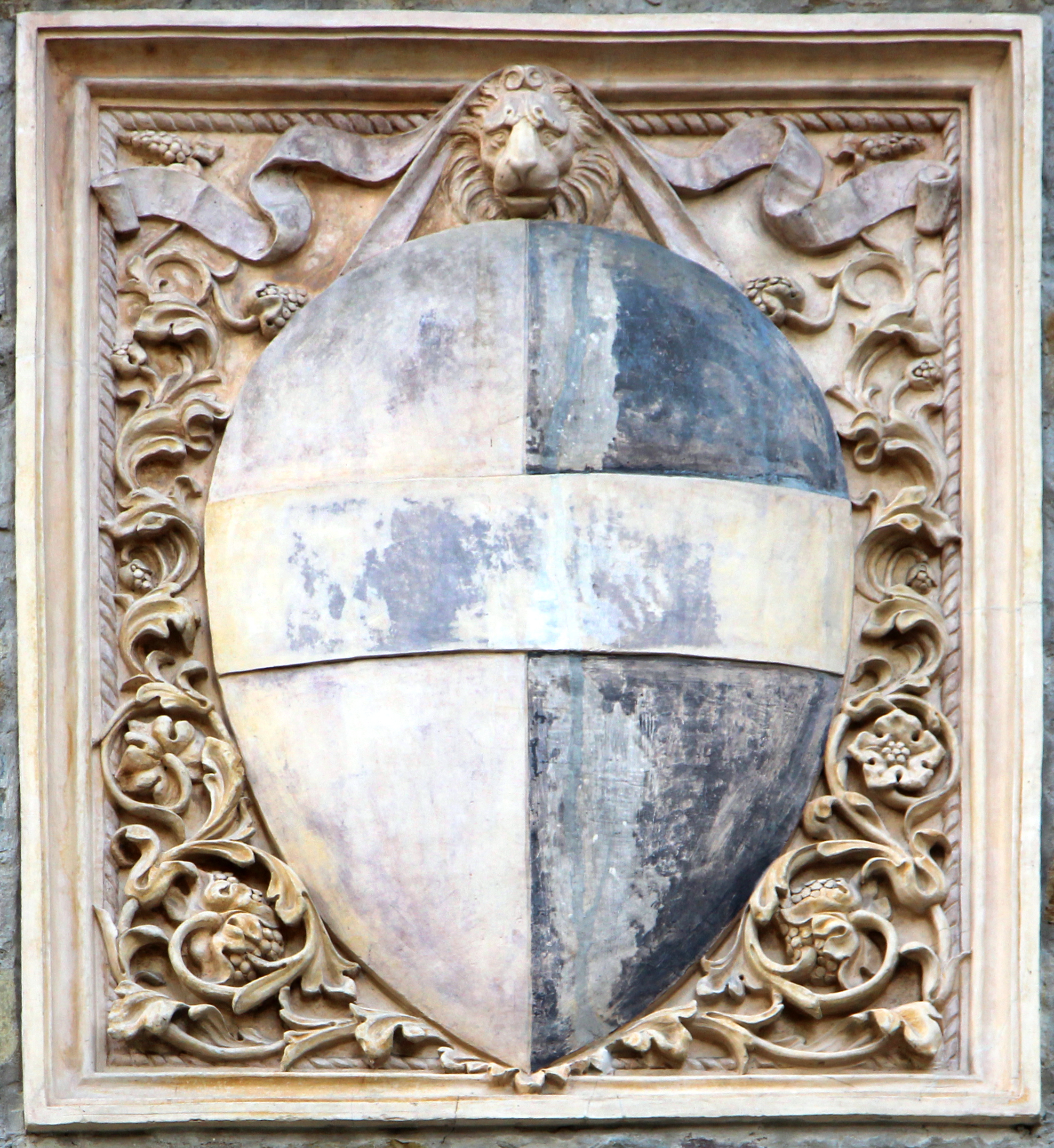
Stemma Alighieri
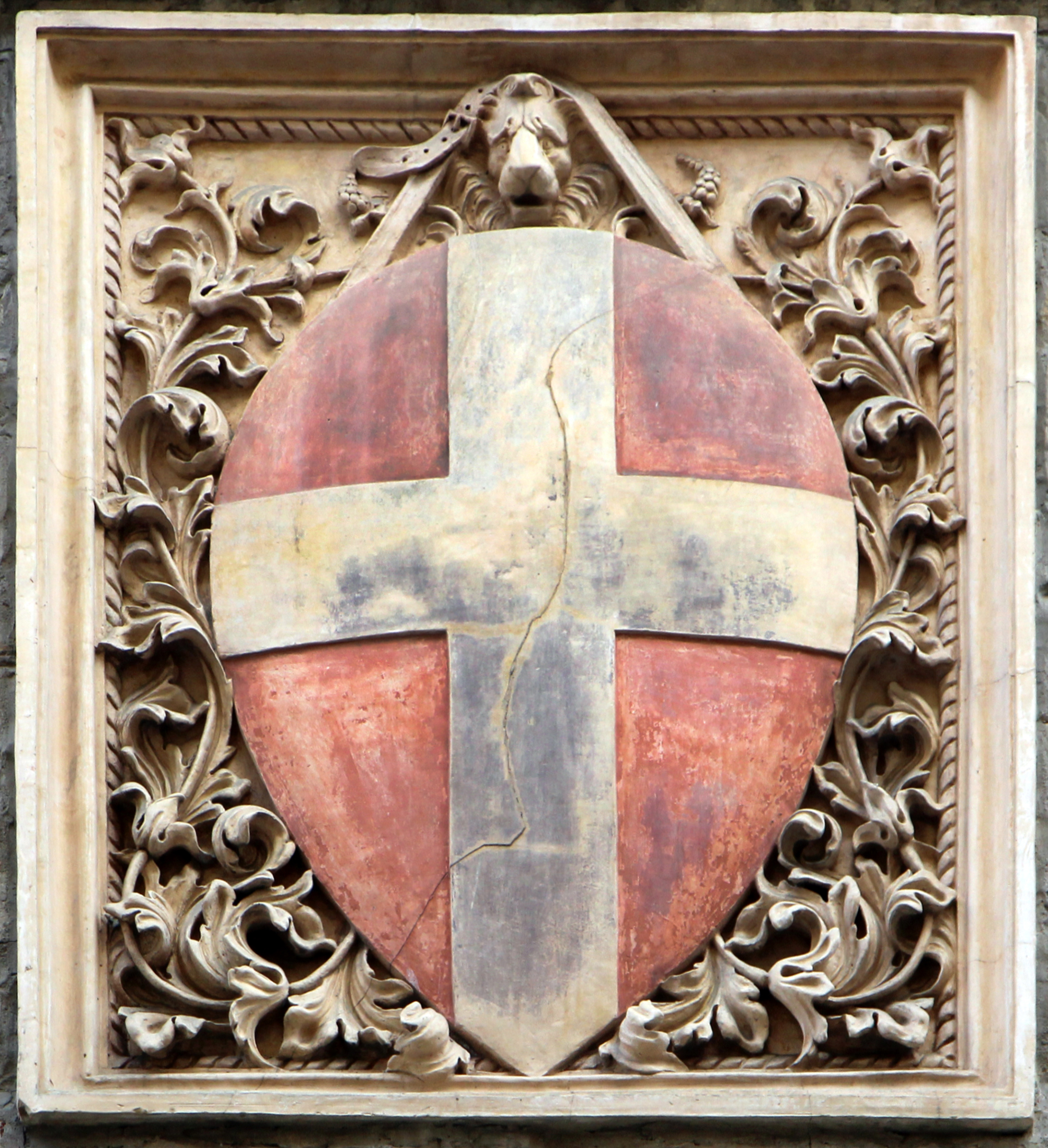
Stemma Savoia
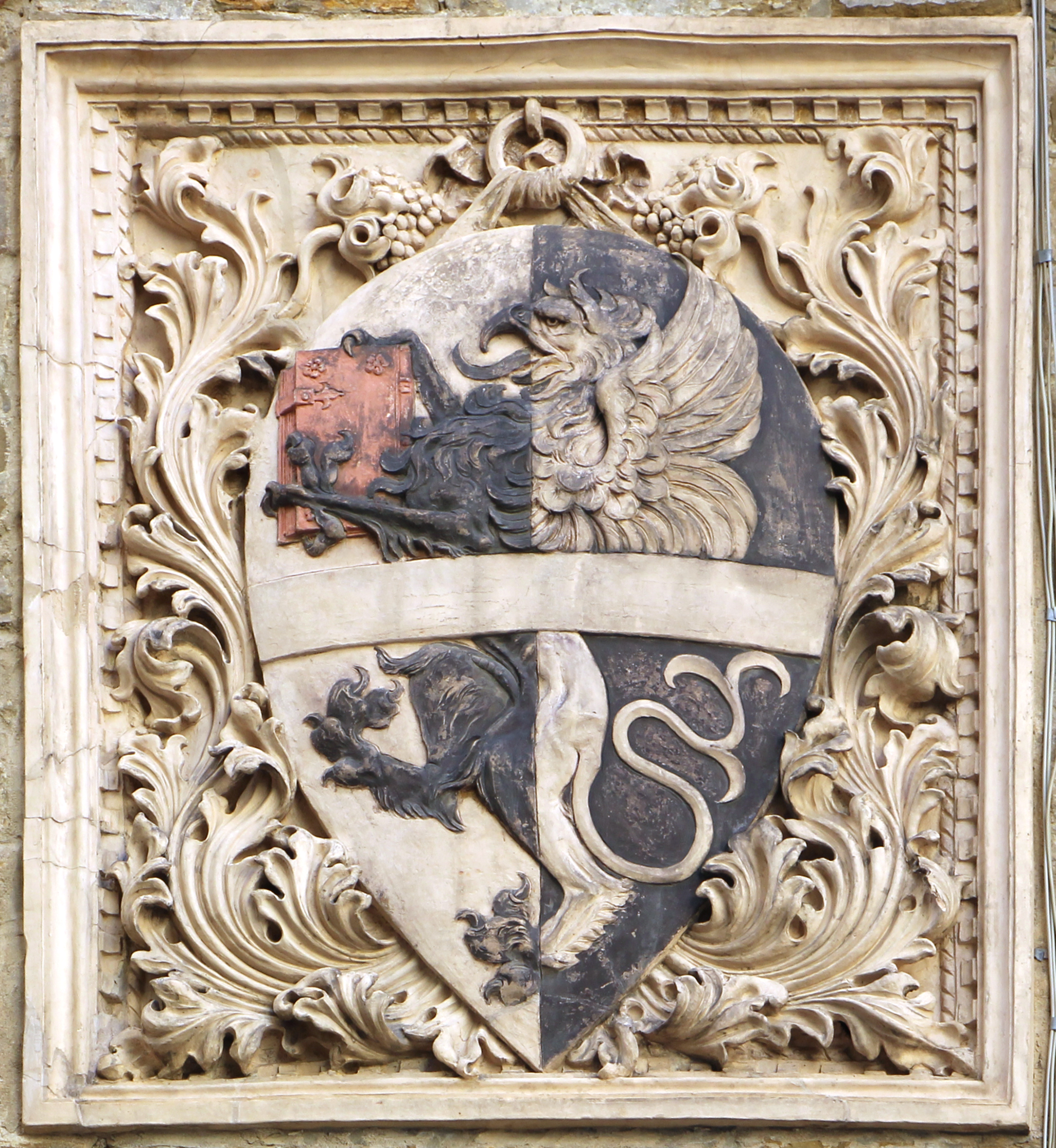
Stemma con grifone
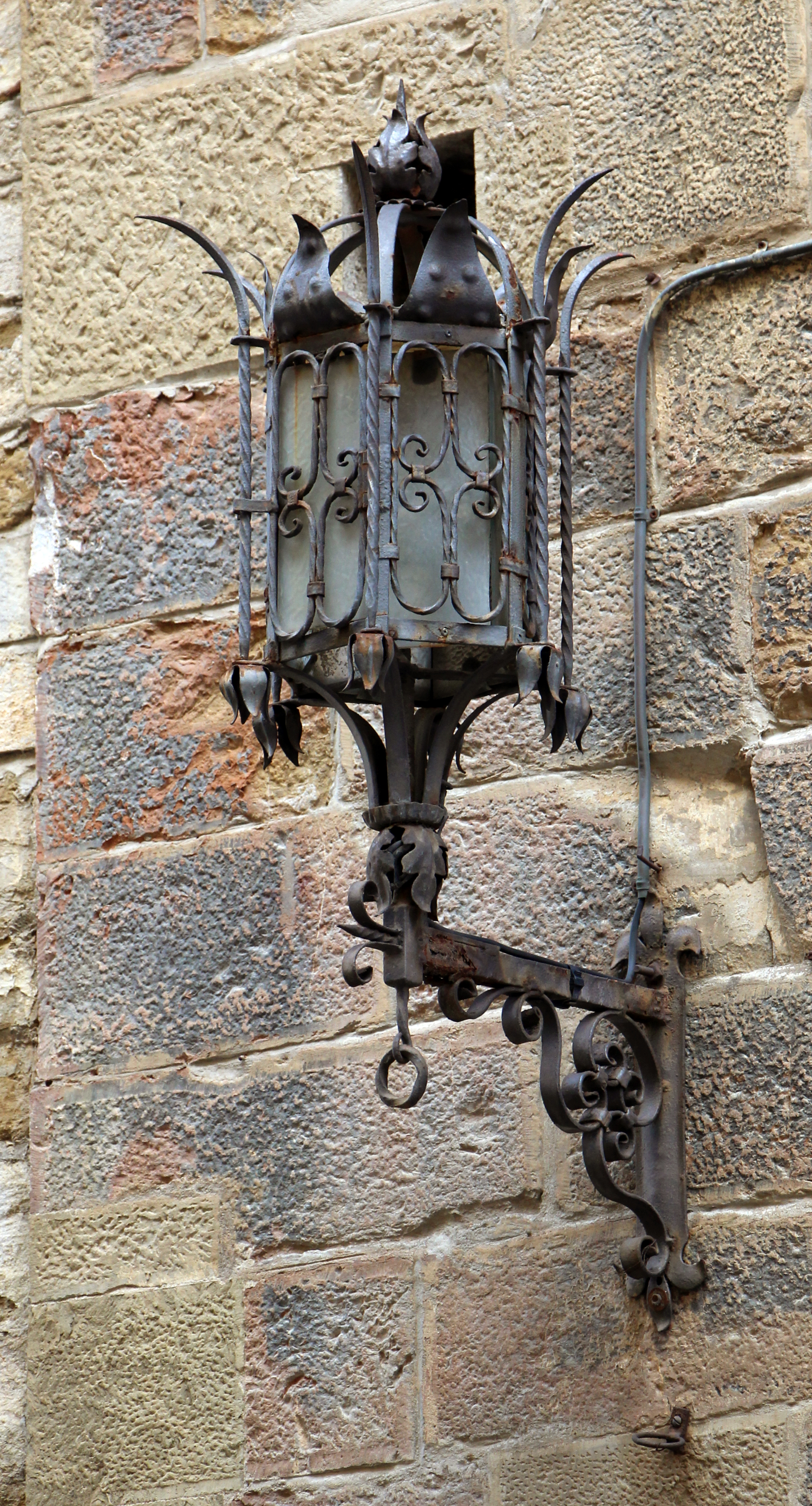
Lucerna su via Calimala

### Interno

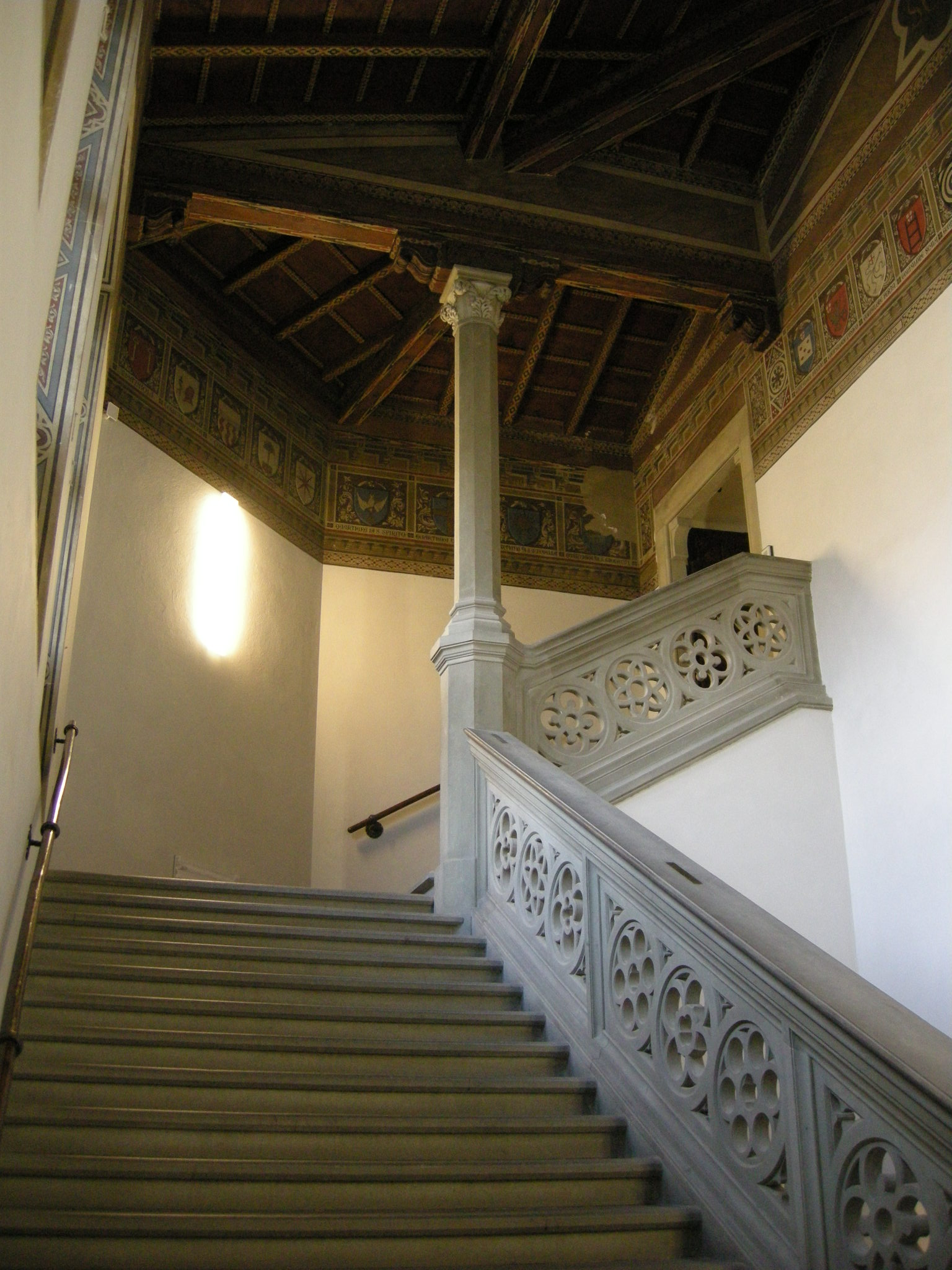
Lo scalone novecentesco

Il palazzo è ricco di affreschi trecenteschi, soprattutto in quella che fu la sala delle Udienze dell'Arte, al piano terra su via Calimala 16-18 rosso, in quello che oggi è un esercizio commerciale: vi si trovano nella volta Virtù ed Evangelisti, tra le finestre una Madonna in trono tra angeli e alla parete sinistra San Martino, san Pancrazio, san Pietro e san Felice (o sant'Agostino), opere attribuite da alcuni a Lippo di Benivieni o ai seguaci del Maestro del Crocifisso Corsi e databili al 1310-1320. Alla parete destra si trova invece una Investitura, una Giostra o Battaglia del 1340 circa, in uno stile seneseggiante, ispirato ad Ambrogio Lorenzetti. Nello scantinato Scene di caccia, dei primi del Quattrocento.
Nel negozio al numero 20 rosso si trova invece un tabernacolo con l'affresco della Madonna col Bambino tra i santi Stefano e Filippo, attribuito a Jacopo del Casentino e il Maestro del Bargello (1365-1370).
Si accede al primo piano dal portone su via dell'Arte della Lana, tramite lo scalone del XIX secolo: il vano, in stile neomedievale, è coperto da capriate dipinte e reca in alto una teoria di stemmi legati alla città di Firenze: le Arti, i gonfaloni, i quartieri, ecc. Questa parte del palazzo è la sede della Società Dantesca Italiana, che qui ha la propria biblioteca. Qui si trova anche una lunetta con la Madonna in trono fra angeli.

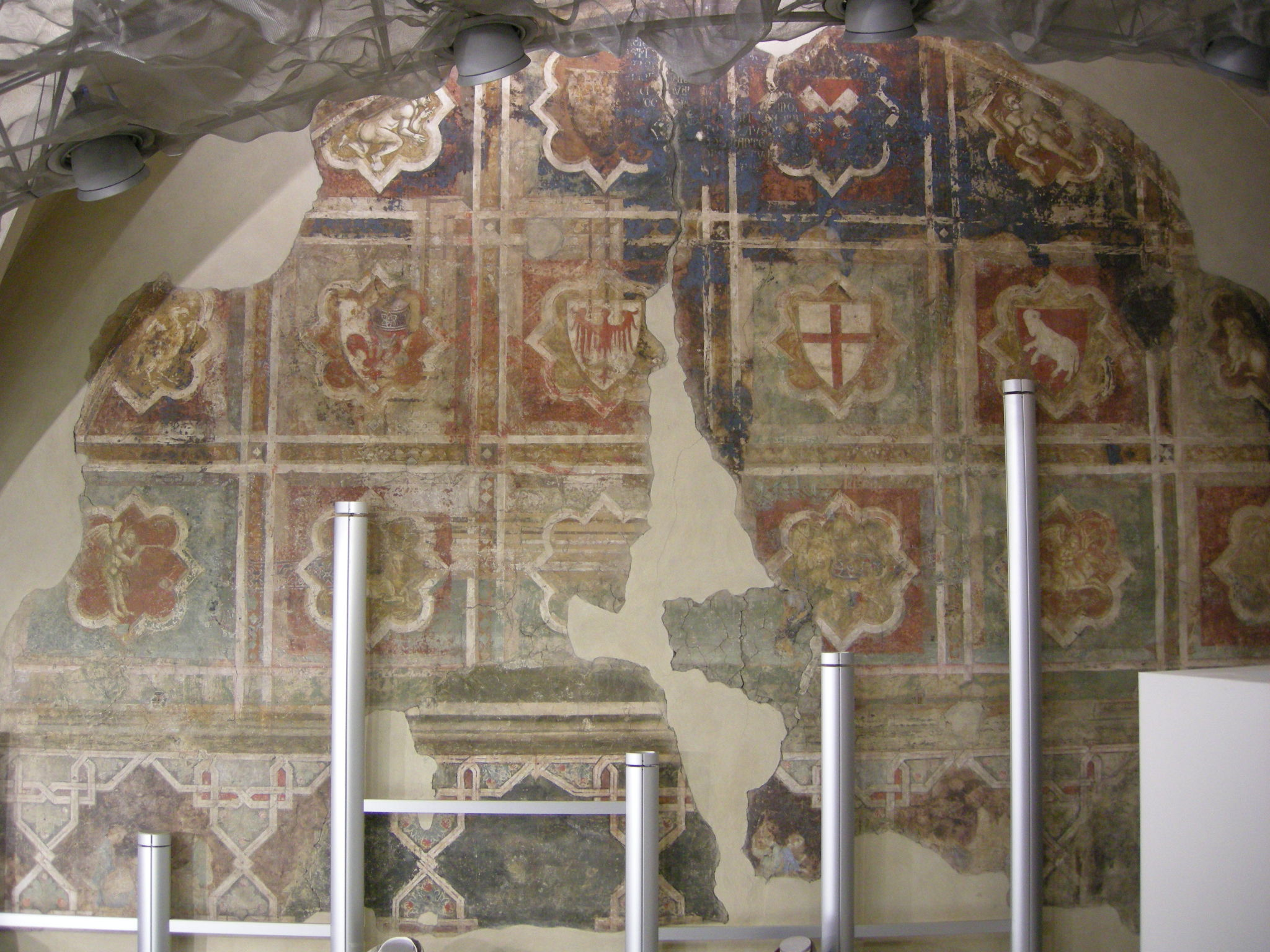
Affreschi della sala delle Udienze
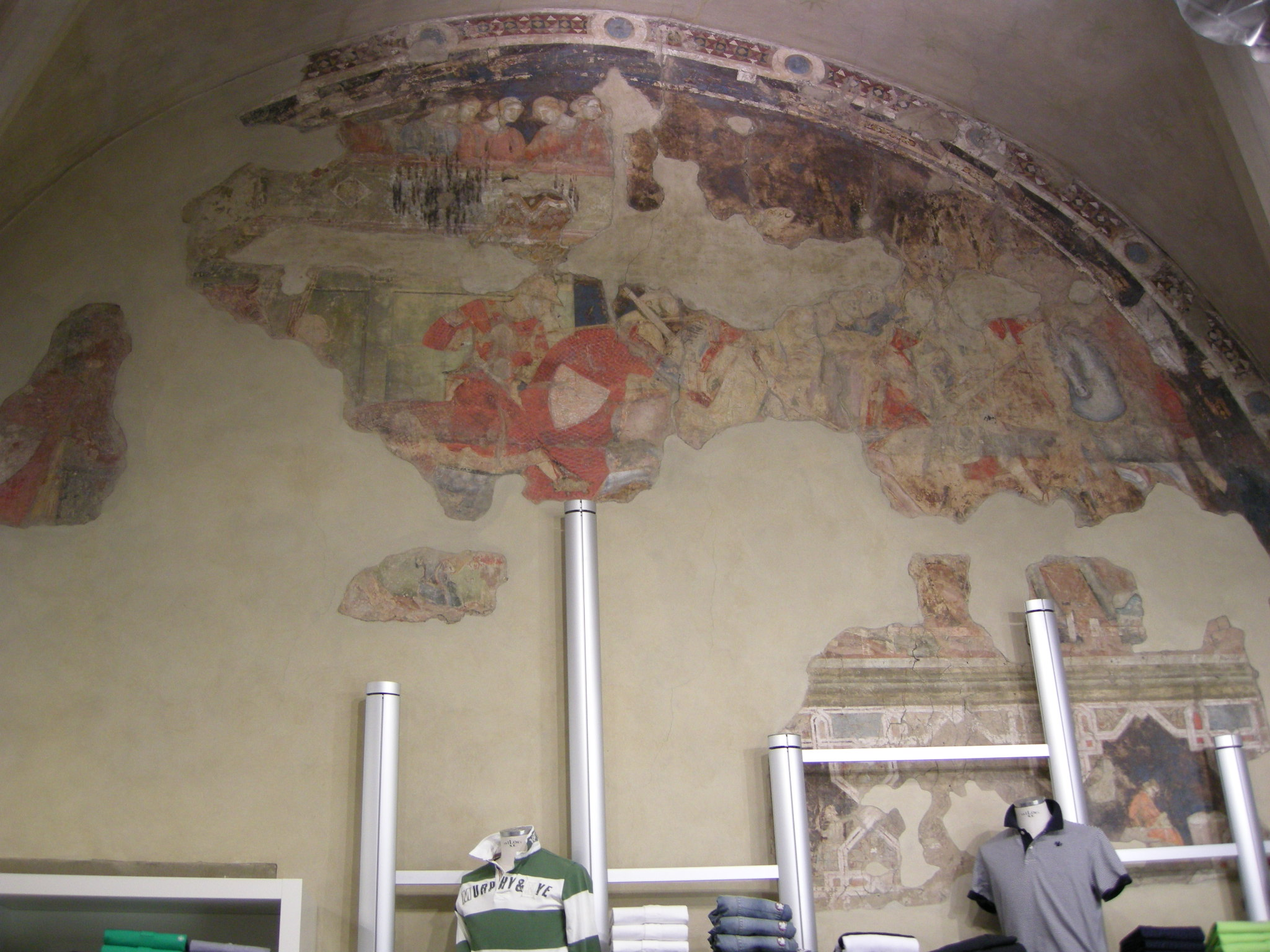
Affreschi della sala delle Udienze
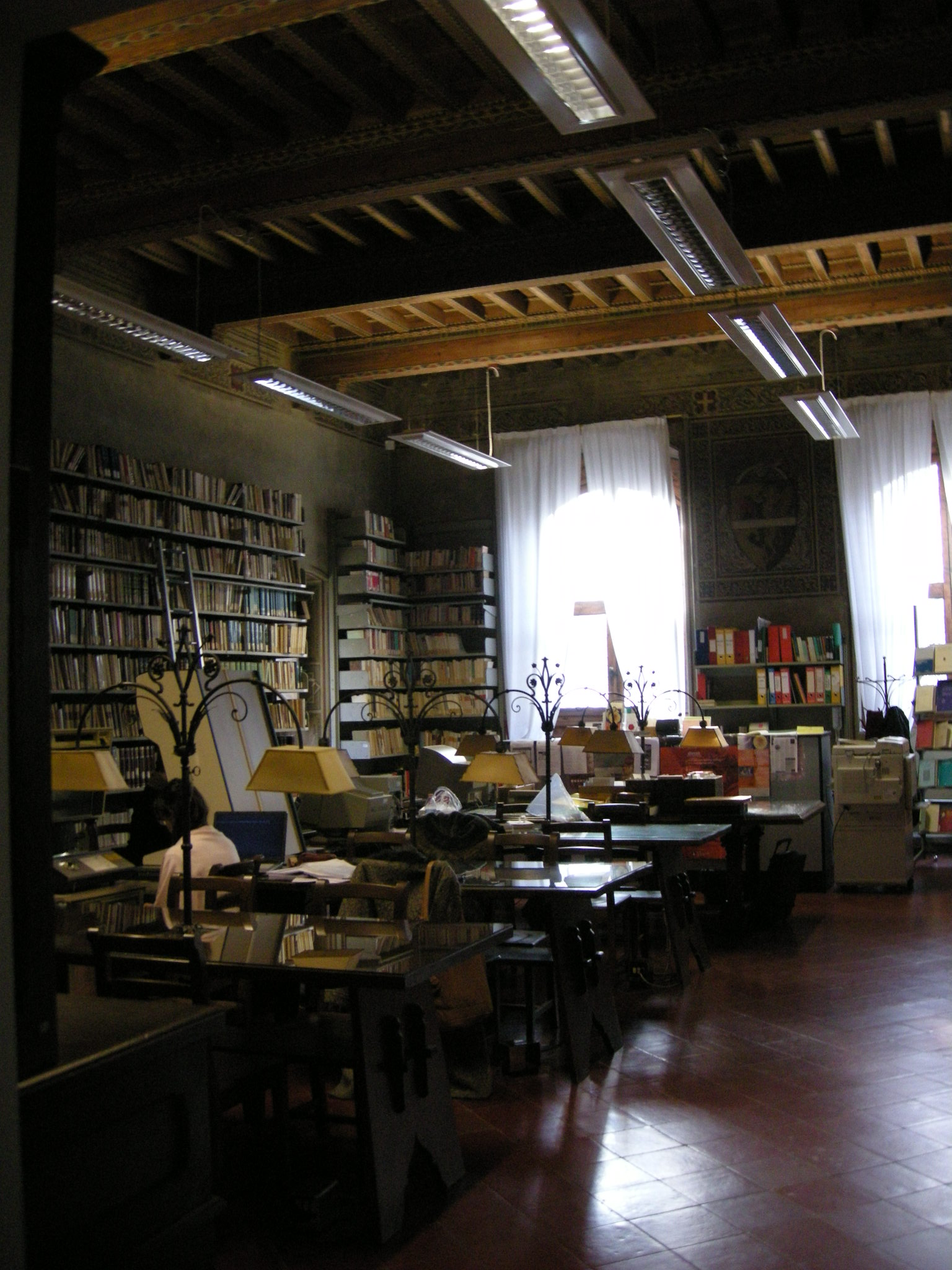
Biblioteca della Società Dantesca
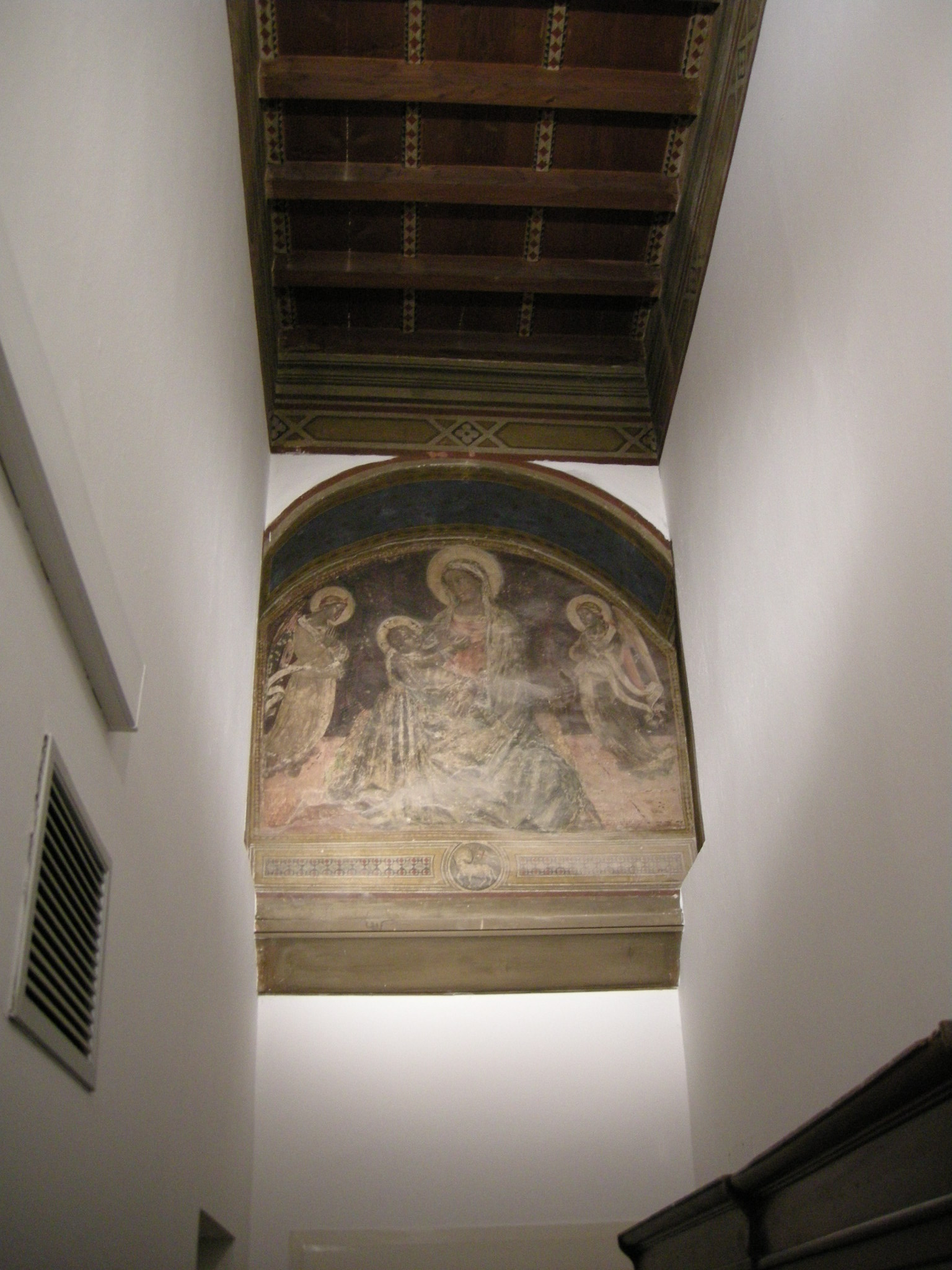
Nicchia con la Madonna col Bambino e angeli
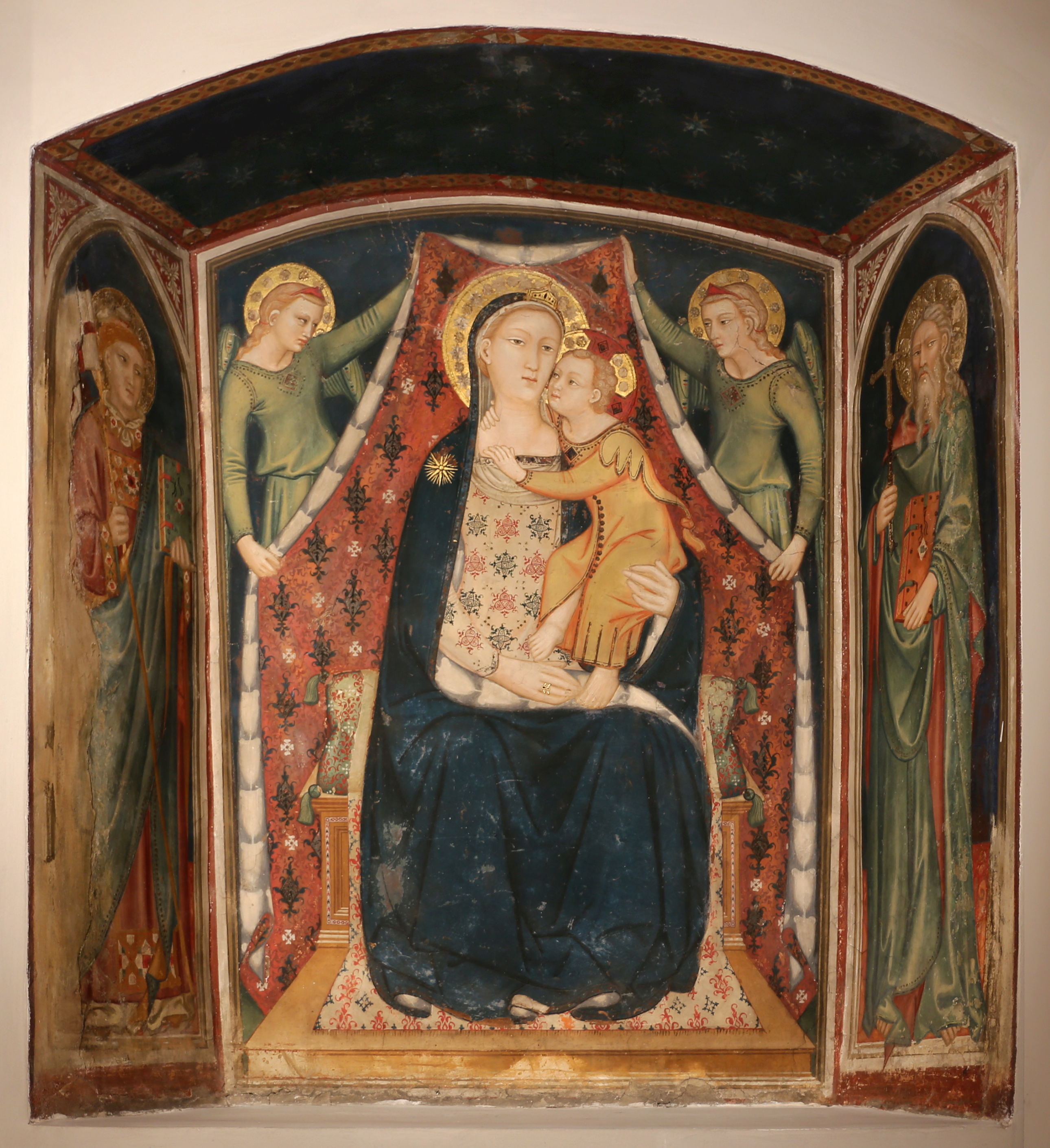
Il tabernacolo nella sala della loggetta

## Note

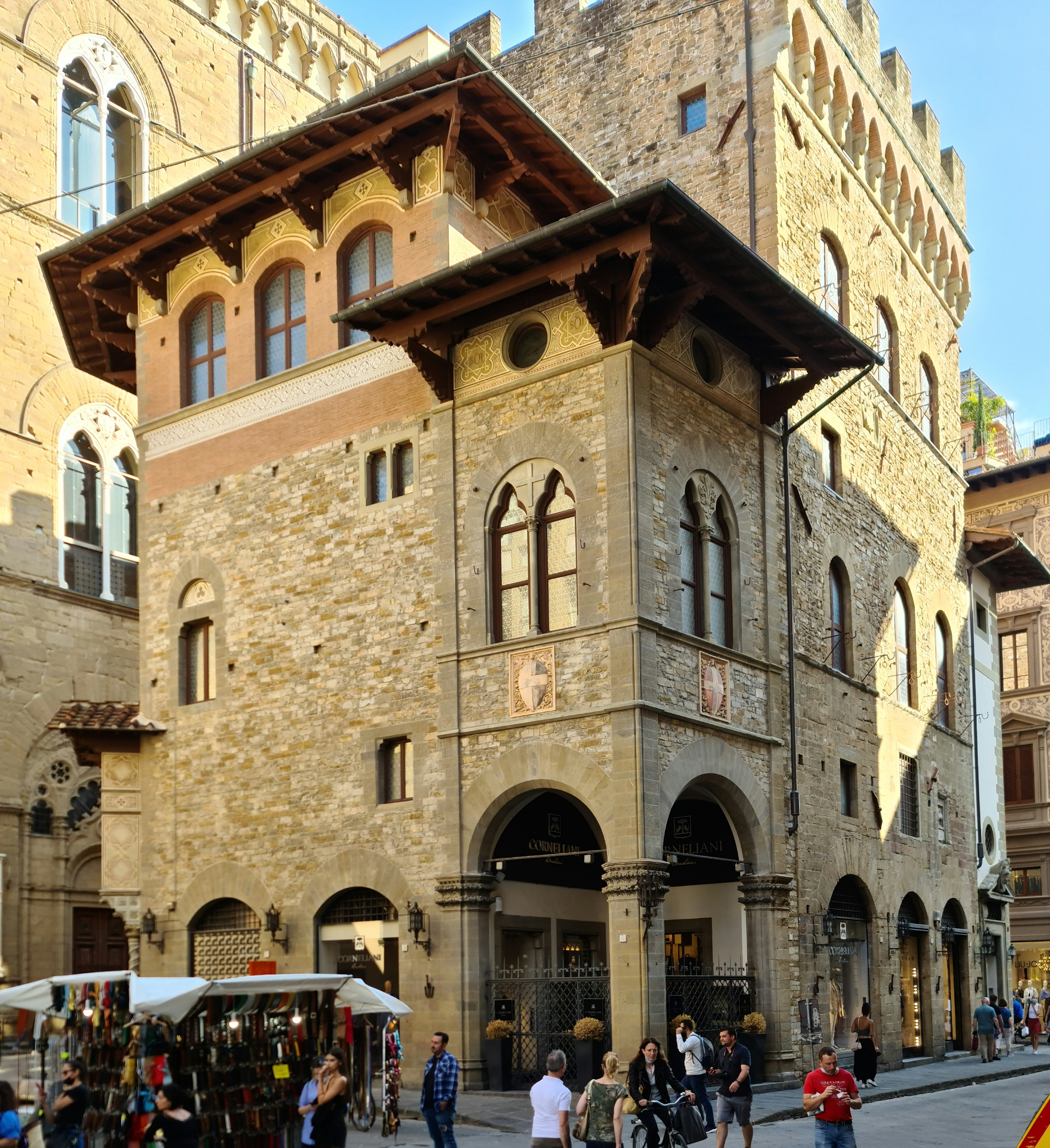
La loggetta e il corpo dello scalone interno

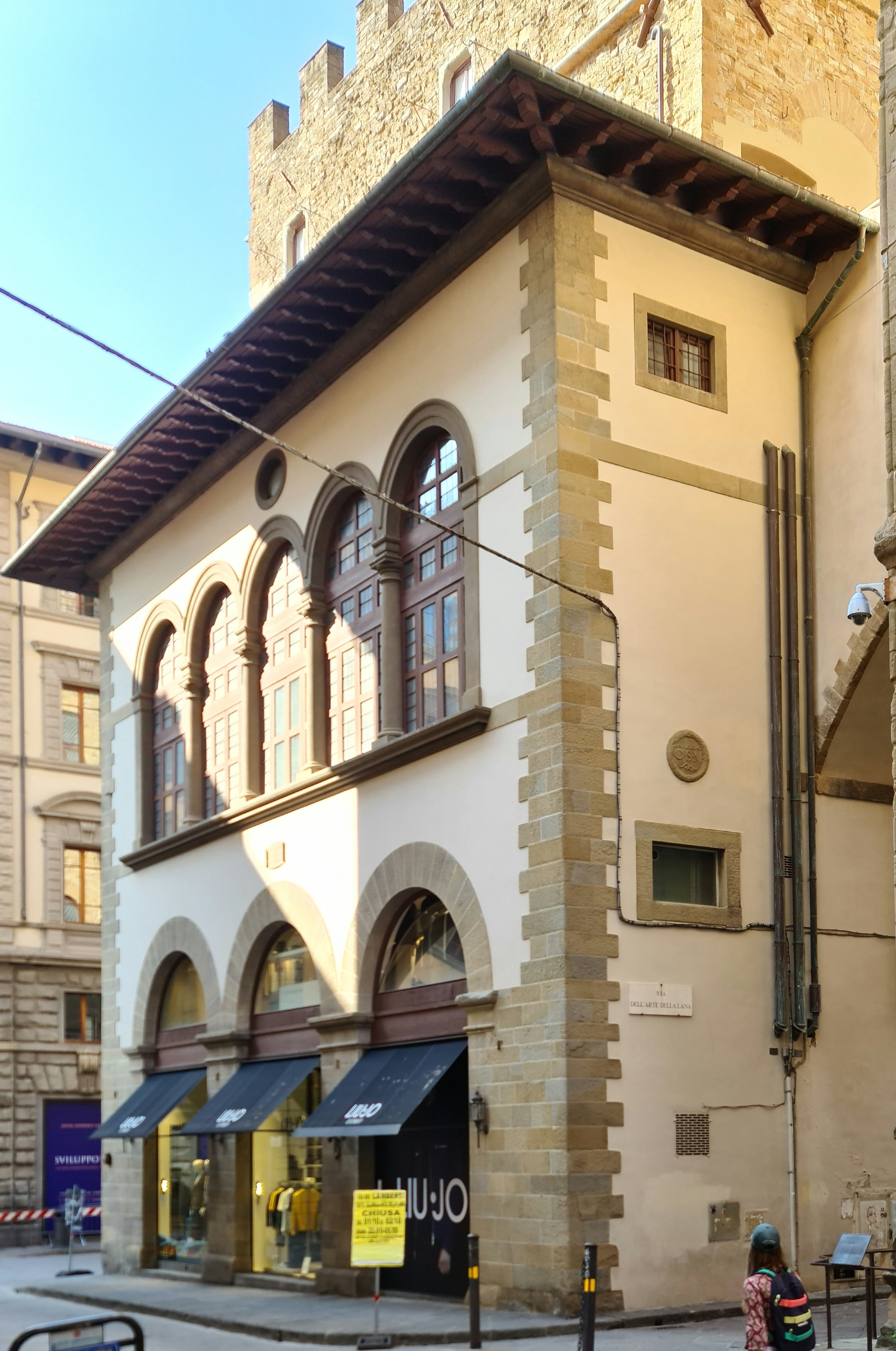
Il corpo buontalentiano "abbellito" nel 1921

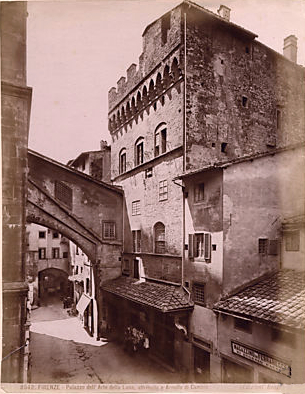
Il lato che guarda Orsanmichele col cavalcavia, in una foto Brogi anteriore ai lavori di Lusini